# 李枚
李枚（？—？），山西汾州人，清朝政治人物。
李枚曾于雍正四年（1726年）接替欽漣，署南汇县知县一职。